# P. Sathasivam

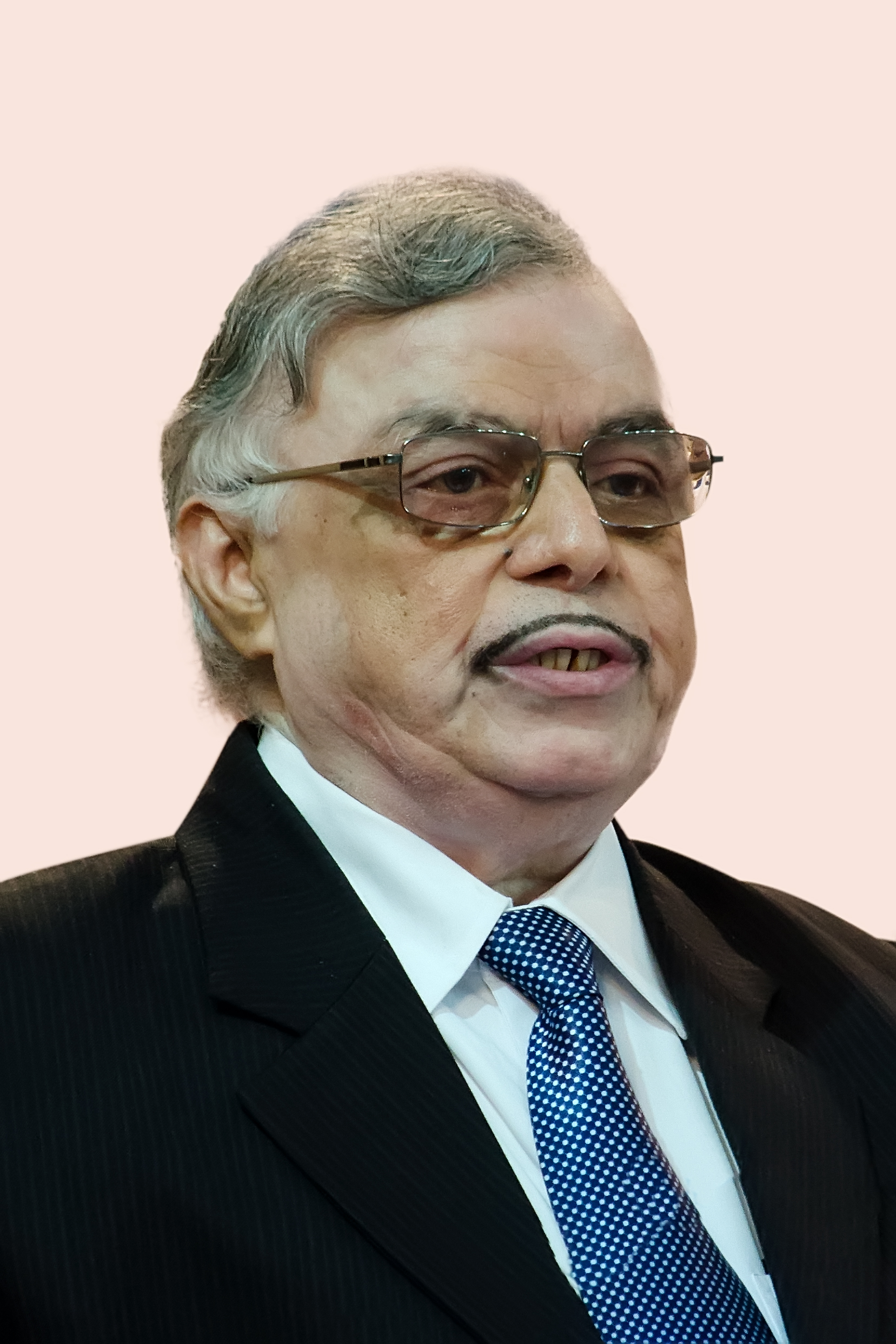
P. Sathasivam (2015)

Palanisamy Sathasivam (Tamil: ப. சதாசிவம், * 27. April 1949 im Distrikt Erode, Tamil Nadu) ist ein indischer Jurist. Er war vom 19. Juli 2013 bis 26. April 2014 der „Chief Justice of India“ (oberster Richter am Supreme Court of India). Vom 31. August 2014 bis 6. September 2019 war  er Gouverneur von Kerala, abgelöst wurde er von Arif Mohammad Khan.

## Leben
Sathasivam wurde nahe der Stadt Bhavani in eine Familie von Bauern hineingeboren. Er studierte Rechtswissenschaften am Government Law College in Chennai. Seine juristische Karriere begann im Jahr 1973 als Rechtsanwalt in Madras, 1996 wurde er zum Richter an den Madras High Court berufen. 2007 übersiedelte er nach Chandigarh, dort wurde er als Richter am Punjab and Haryana High Court eingesetzt. Im gleichen Jahr wurde er Richter am Supreme Court of India. Am 19. Juli 2013 folgte er Altamas Kabir an die Spitze dieses Gerichts nach und blieb bis zur Vollendung seines 65. Lebensjahres in dieser Position. Das Amt übernahm danach Rajendra Mal Lodha. Sathasivam hat eine auffällige Vitiligo, die in Indien traditionell einer gewissen  Stigmatisierung unterlag.